# Kaple svatého Václava (Staré Hraběcí)
Kaple svatého Václava ve Starém Hraběcí byla postavena roku 1878. Stojí přibližně uprostřed vsi u silnice II/265.

## Historie
Neoklasicistní kaple byla ve Starém Hraběcí postavena a vysvěcena roku 1878 a nahradila tak pravděpodobně starší dřevěný svatostánek. Stavba v celkové hodnotě 700 zlatých byla financována z veřejné sbírky, částkou 100 zlatých přispěl také císař František Josef I. (1848–1916) a 200 lir věnoval papež Pius IX. (1846–1878). Zvon v kapli nesl letopočet 1728 a pocházel pravděpodobně ze starší kaple nebo zvonice. Roku 1917 padl za oběť první světové válce. Hlavní oltářní obraz s portrétem svatého Václava darovala blíže neurčená hraběnka z rodu Salm-Reifferscheidtů. V kapli nebyly slouženy pravidelné mše, využívána byla ke každodennímu vyzvánění a během významných církevních svátků. Po druhé světové válce a vysídlení původních obyvatel přestali noví obyvatelé vsi kapli využívat, přesto byla průběžně udržována. V 90. letech 20. století byla z iniciativy faráře Václava Horniaka opravena fasáda a střecha. Kaple je v majetku Římskokatolické farnosti Velký Šenov a není památkově chráněna. Využívána je jednou do roka při pobožnosti u příležitosti svátku svatého Václava.

## Popis
Kaple neprošla za dobu své existence většími úpravami a zachovala se tak v téměř původní podobě. Půdorys je obdélný s trojstranným závěrem. Okraje průčelí zdobí lizény, nad půlkruhově zakončenými dveřmi je ve štítu umístěno kruhové okno. V každé z bočních stěn je jedno úzké okno zakončené půlkruhovým obloukem. Boční i zadní stěny jsou členěny lizénovými rámci. Fasáda je světle žlutá s výjimkou lizén v průčelí, které jsou červené. Původní břidlicová střecha byla při poslední opravě nahrazena plechem natřeným na červeno. Ze zadní části střechy vybíhá široký šestihranný sanktusník zakončený papežským křížem. Z vnitřního vybavení se dochoval dřevěný oltář (bez původního obrazu) a dřevěné lavice. Na levé vnější stěně je umístěna pamětní deska se jmény obětí první světové války.

## Galerie

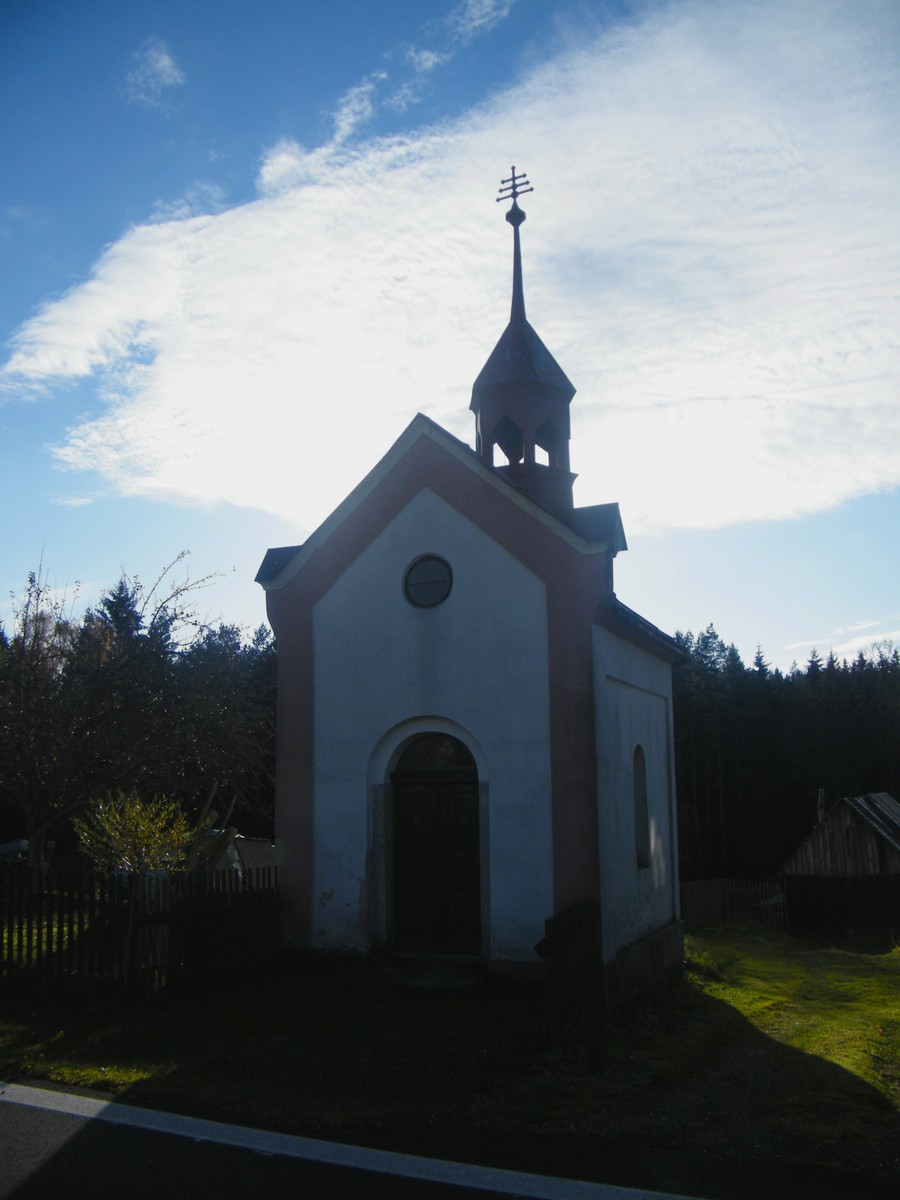
Kaple svatého Václava (2015)
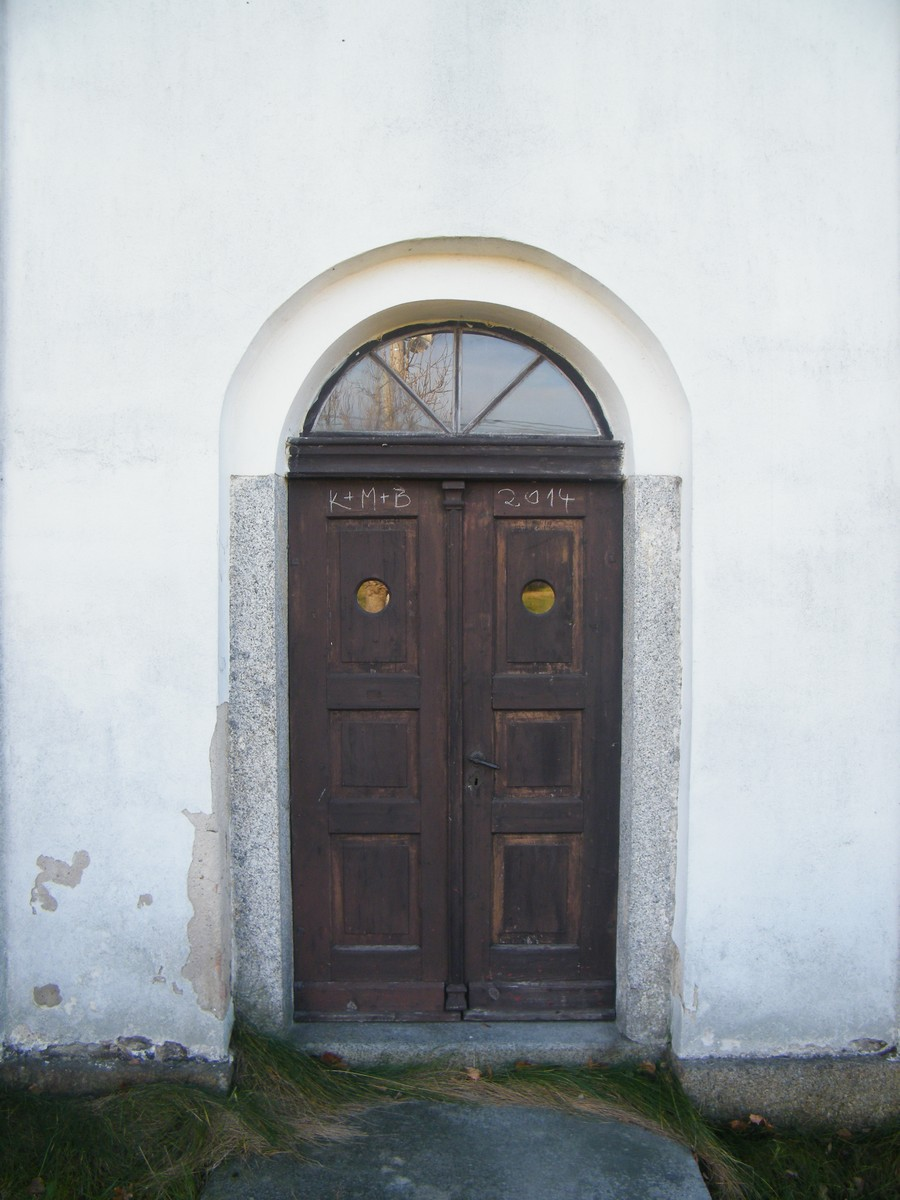
Kaple svatého Václava, dveře (2015)
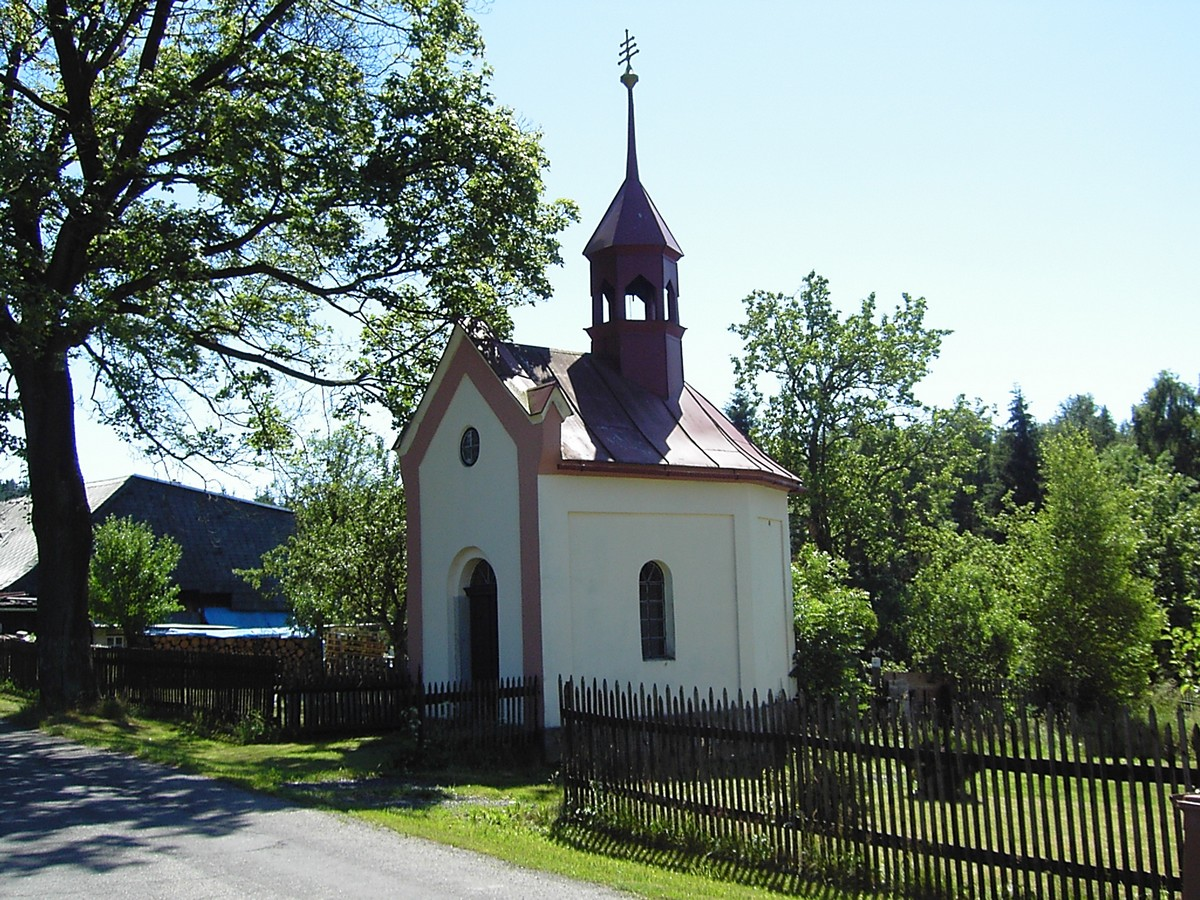
Kaple svatého Václava (2006)
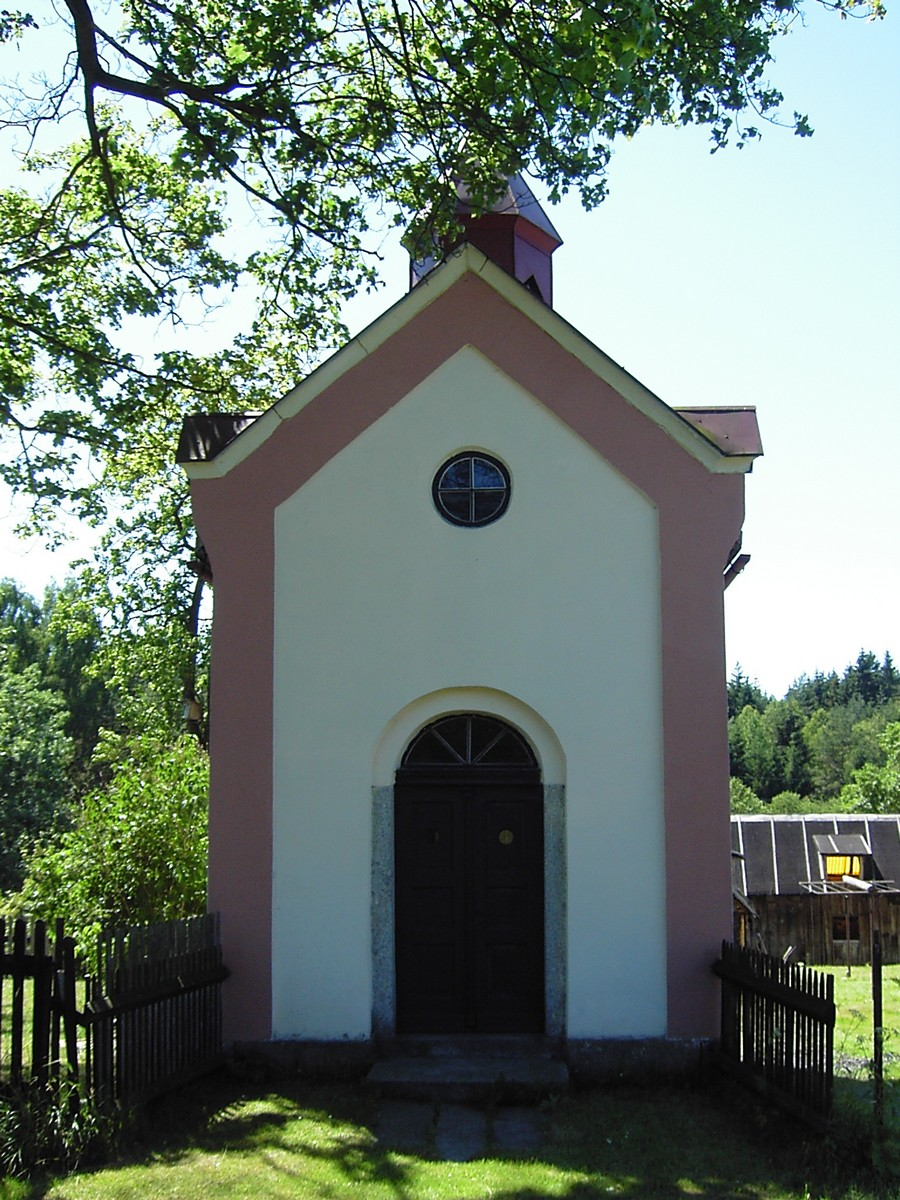
Kaple svatého Václava (2006)
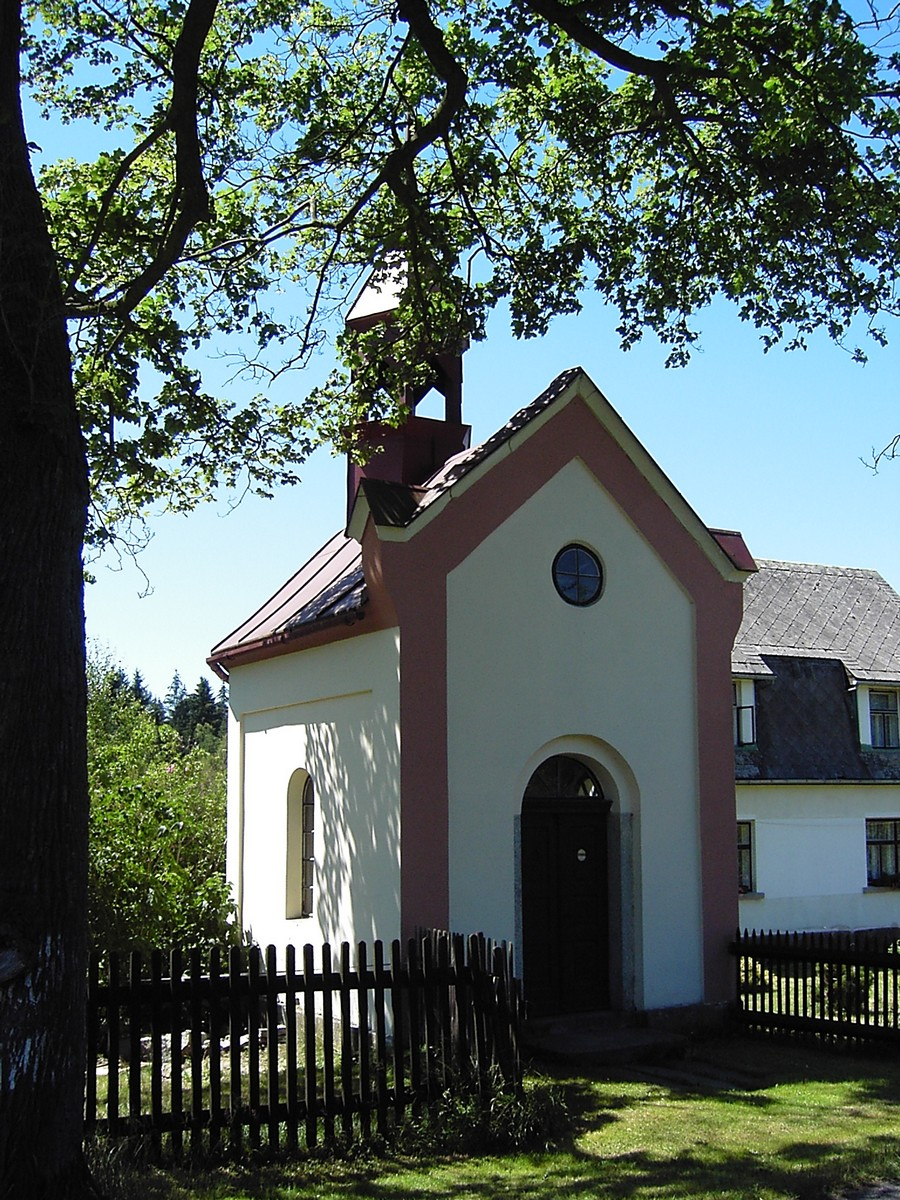
Kaple svatého Václava (2006)
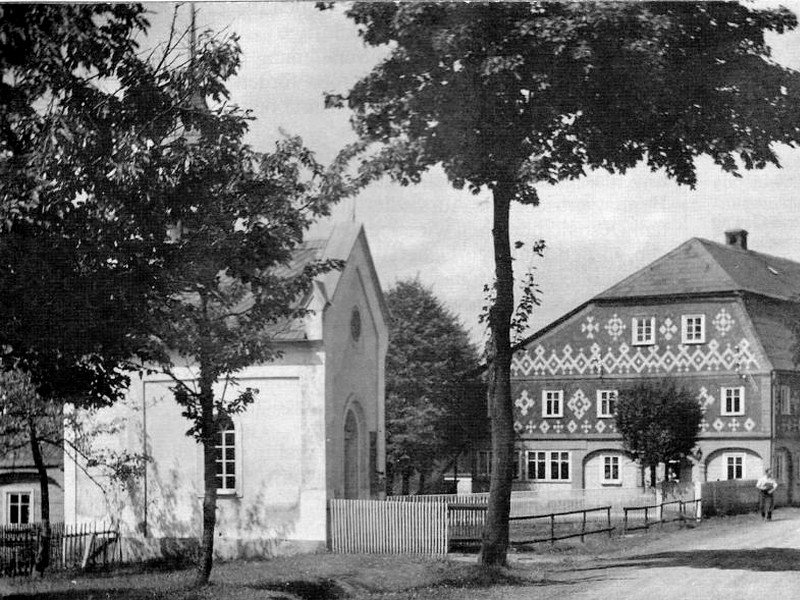
Kaple svatého Václava (před druhou světovou válkou)